# Соляный переулок (Владикавказ)
Соляный переулок — переулок в центре Владикавказа, Северная Осетия, Россия. Расположен в Иристонском муниципальном округе между правым берегом реки Терек в районе парка имени К. Хетагурова и улицей Чермена Баева. С восточной стороны переулок выходит на площадь Свободы.
Переулок впервые обозначен в списке улиц города Владикавказа 1891 года. Название переулка происходит от соляных складов, которые здесь располагались в XIX веке. За всю историю существования переулок ни разу не менял своё название.
Упоминается под наименованием «Соляной переулок» в Перечне улиц, площадей и переулков от 1925 года.